# Brotorpabäcks naturreservat
Brotorpabäck är ett naturreservat i Alvesta kommun i Kronobergs län.
Området är skyddat sedan 2014 och omfattar 51 hektar. Det är beläget väster om sjön Rymmens södra del. Det består av ett lövskogsområde där bok och ek dominerar.
Utöver ek och bok växer al, ask, lönn och alm. Det finns även våta områden med sumpskog.
Många gamla bokar är bevuxna med ovanliga mossor, lavar och svampar. Man kan i området finna lunglav, bokvårtlav, kristallundlav, grynig lundlav, klosterlav, bokfjädermossa, rosenporing och brödmärgsticka.

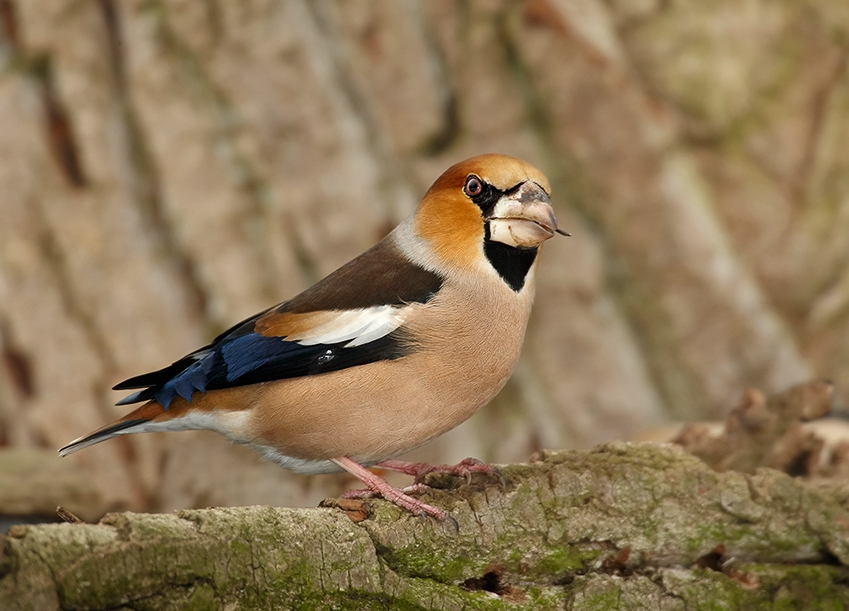
Stenknäck förekommer i reservatet

Området har ett rikt fågelliv med bland andra förekommer mindre hackspett, mindre flugsnappare, bivråk, stenknäck, pärluggla och järpe. På fuktiga delar växer ormbunkar, gullpudra, storgröe, majbräken och dunmossa.
Området ingår i EU:s ekologiska nätverk av skyddade områden, Natura 2000. 